# Nitro Royale: Heroines Duel
Nitro Royale: Heroines Duel es un juego de lucha doujin lanzado por la compañía Nitroplus en 2007 para PC.

## Sobre el juego
Es un juego de lucha 2D uno contra uno, el cual es un crossover de protagonistas femeninos de las novelas visuales de Nitroplus. Como muchos juegos del género, las batallas son al ganador de dos asaltos. Cada luchadora tiene ataques especiales y superespeciales que cargaran o disminuirán la barra de poder, la cual tiene 3 niveles.

## Personajes
- Ein: Proviene de Phantom of Inferno. Es una asesina mercenaria que no sabe nada de su pasado
- Mora: Proviene de Kyuuketsu Senki Vjedogonia. Es una chica vampiro que porta un enorme mazo.
- Ruili: Proviene de Kikokugai: The Cyber Slayer. En realidad no es ella quien pelea, sino su hermano Kong Taoluo. Ruili lo acompaña en sus ataques
- Natsumi Aibara: Proviene de Hello, World!!. Es una niña muy cobarde, la cual pelea junto con su mascota-robot
- Al Azif: Proviene de Zanma Taisei Demonbane. Es la forma física del misterioso libro Necronomicon
- Saya: Proviene de Saya no Uta. Es un ser de otra dimensión que toma la forma de una chica.
- Henri: Proviene de Angelos Armas -Tenshi no Nichou Kenju-. Es un ángel cazador de fantasmas y espectros
- Ignis: Proviene de Jingai Makyō. Es una cazadora de demonios muy habilidosa
- Kaigen Ishima: Proviene de Hanachirasu. Es una dictadora que busca quitarle las costumbres occidentales a Japón
- Dragon :Proviene de Dra†KoI. Es una cazadora de dragones bastante graciosa
- Anna: Proviene de Gekko no Carnevale. Es una androide con amnesia.
- Another Blood: Proviene de Kishin Hishou Demonbane. Es otra forma del Necronomicon, contraparte de Al Azif. Además de ser la jefa final del juego
- Saber Proviene de Fate/Stay Night. Personaje de Type-Moon invitada como respuesta a la colaboración de Nitroplus en esta serie. Es un personaje secreto desbloqueable

## Requerimientos Básicos
Sistema operativo: Windows 2000/XP/vista/7/8, Procesador Intel Pentium 1,0 GHz o AMD equivalente, 256 MB RAM, 650 MB libres de disco duro, DirectX 9.0c, 32 MB DirectX 9.0c Tarjeta de vídeo compatible con mínimo una resolución de 640x480

## Nitroplus Blasterz: Heroines Infinite Duel
En 2015, Nitroplus junto con Examu, lanza Nitroplus Blasterz: Heroines Infinite Duel. A diferencia de su predecesor, los sprites están en alta definición. Las versiones de consola fueron coproducidas con Marvelous Inc.
La jugabilidad es similar, pero se agrega el elemento de los personajes soporte, que atacarán al llenar una barra de energía especial. Cada peleadora tendrá dos personajes soporte que la ayudaran.

### Personajes
En negrita, los personajes debutantes

#### Jugables
- Al Azif
- Anna
- Ein
- Ignis
- Mora
- Ruili (pelea ella sin su hermano)
- Saya
- Ethica: Proviene de Tokyo Necro
- Muramasa: Proviene de Full Metal Daemon - Muramasa
- Super Sonico: Mascota de Nitroplus
- Satsurikuin Ouka: Amiga y asistente de Super Sonico
- Saber: Personaje invitada de Fate/Zero
- Heart Aino: Personaje invitada descargable de Arcana Heart, de Examu
- Homura: Personaje invitada descargable de Senran Kagura, de Marvelous Inc.

#### Soportes
- Akane Tsunemori (Psycho-Pass)
- Alushia (Hakubō no Dendōshi)
- Amy (Gargantia on the Verdurous Planet)
- Angela Balzac (Expelled from Paradise)
- Another Blood
- Anri (Tenshi no Nichō Kenjū -Angelos Armas-)
- Aoi Mukō (Kimi to Kanojo to Kanojo no Koi)
- Carol (Guilty Crown: Lost Christmas)
- Dragon
- Kaigen Ishima
- Kuro no Franco/Franco il Nero (Zoku Satsuriku no Jango -Jikogu no Shōkin Kubi-)
- Miyuki Sone (Kimi to Kanojo to Kanojo no Koi)
- Mugen Yoguruma (D.Y.N. Freaks)
- Natsumi Aibara
- Sakura (Axanael)
- Spica (Sumaga)
- Yoishi Mitsurugi (Phenomeno)
- Yuki Takeya (School-Live!)

#### Jefa Final
- Al Azif Ex Mortis: Original del juego, es una copia oscura del Necronomicon que compone a Al Azif creada por Mugen Yoguruma